# École Nationale Supérieure d'Électrotechnique, d'Électronique, d'Informatique, d'Hydraulique et des Télécommunications
Fundada em 1907, a École nationale supérieure d'électrotechnique, d'électronique, d'informatique, d'hydraulique et des télécommunications (ENSEEIHT) é uma escola de engenharia, instituição de ensino superior público localizada na cidade do Toulouse, França.
A ENSEEIHT está entre as mais prestigiadas grandes écoles de 
Engenharia da França, assim como todas as escolas do Université Fédérale Toulouse Midi-Pyrénées.

## Laboratórios e centros de investigação
- Laboratórios mecânica dos fluidos
- Laboratórios informática
- Laboratórios engenharia de sistemas
- Laboratórios conversão de energia

## Pessoa associada
- Charles Camichel, físico francês.